# Andrzej Krzywicki
Andrzej (André) Tadeusz Krzywicki (geboren 17. Oktober 1937 in Warschau; gestorben 2. Juni 2014 in Bures-sur-Yvette) war ein polnisch-französischer Physiker.

## Leben
Andrzej Krzywicki war einer von zwei Söhnen von Jerzy Krzywicki, einem Sohn des Soziologen Ludwik Krzywicki, und der Feministin Irena Krzywicka. Sein Vater wurde 1940 vermutlich Opfer des sowjetischen Massakers von Katyn. Er überlebte mit seiner Mutter die Zeit der deutschen Besetzung Polens von 1939 bis 1944 im Versteck.
Krzywicki studierte an der Universität Warschau, erhielt 1959 einen Magister und wurde 1961 promoviert. 1963 ging er mit einem Stipendium der Ford Foundation an das CERN nach Genf und kehrte danach auch nicht mehr nach Polen zurück. Er wurde 1964 wissenschaftlicher Mitarbeiter an der Université Paris-Sud und dort 1966 Assistenzprofessor und 1990 Professor. Krzywicki wurde 2003 emeritiert.
Krzywicki veröffentlichte eine Reihe von wissenschaftlichen Zeitschriftenbeiträgen. Er war von 1979 bis 1987 Redaktionsmitglied der Zeitschrift für Physik. Sein mit Philippe Dennery geschriebenes Lehrbuch der Mathematik fand Verbreitung an Hochschulen. Er war 1972 Gast beim California Institute of Technology (Caltech), beim Zentrum für interdisziplinäre Forschung in Bielefeld und 1989 beim Brookhaven National Laboratory. Er war Mitglied der Société française de physique.
Krzywicki schrieb eine Autobiografie und übersetzte den Bericht L’aube le soir ou la nuit, den Yasmina Reza 2007 über Nicolas Sarkozy veröffentlichte, ins Polnische.

## Schriften (Auswahl)

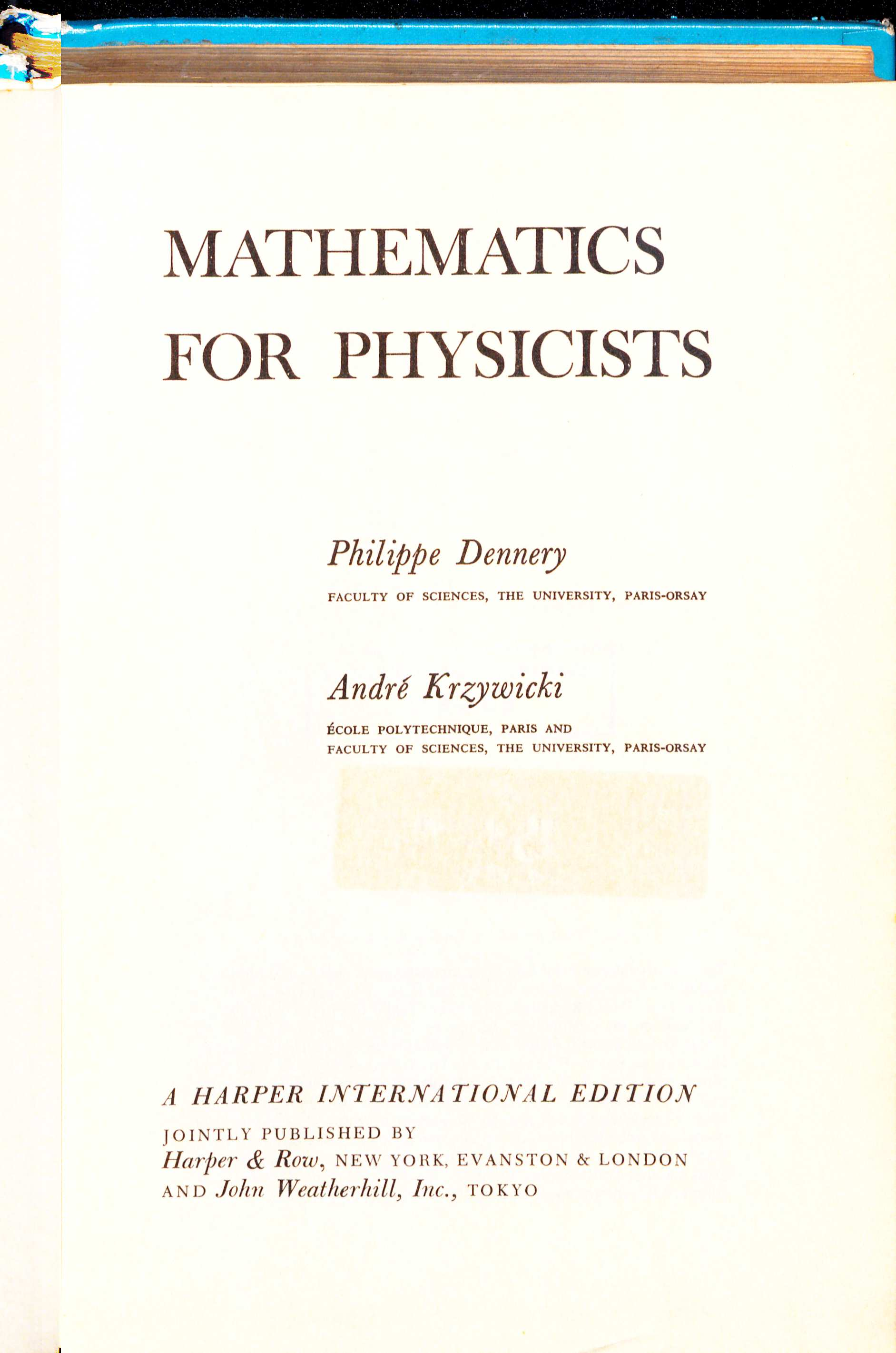

- André Krzywicki, Philippe Dennery: Mathematics for physicists. New York : Harper and Row, 1967 ISBN 978-0-486-69193-0
- Andrzej Krzywicki: Diabelski Młyn. Czytelnik, 2005 ISBN 978-83-07-03019-7
  - André Krzywicki: Un improbable chemin de vie. L’Harmattan, 2006 ISBN 2-296-01193-4